# Communauté rurale de Gainthe Kaye
La communauté rurale de Gainthe Kaye est une communauté rurale du Sénégal située à l'ouest du pays. 
Elle fait partie de l'arrondissement de Paoskoto, du département de Nioro du Rip et de la région de Kaolack.